# Olive Group
Olive Group ist ein privates Sicherheits- und Militärunternehmen. Das Unternehmen wurde 2001 in Israel von ehemaligen IDF-Offizieren gegründet, war Mitglied der Private Security Company Association of Iraq und hat seinen Hauptsitz in Dubai.
Die Olive Group bietet sowohl das Vorbereiten von Personen für Krisengebiete oder Bewachen von Immobilien an, als auch Sicherheitsanalysen, mobile sowie statische Risikomanagementlösungen; Internet-Sicherheit; Minenräumung; Zerstörung von Munition; Hafen- und Hochseesicherheit. Im Jahr 2015 wurde die Olive Group von Constellis übernommen. Es hatte im Jahr 2013 einen Umsatz 312 Millionen US-Dollar.